# Pierre Kohumoetini
Pierre Kohumoetini (18 febbraio 1987) è un calciatore francese nato a Tahiti, centrocampista del Saint-Étienne Ua Pou.

## Palmarès

### Nazionale
Coppa d'Oceania: 1 
2012